# Eudule hesperina
Eudule hesperina là một loài bướm đêm trong họ Geometridae.